# Острів Попова
О́стрів Попо́ва (рос. Остров Попова) — невеликий острів в затоці Петра Великого Японського моря. Знаходиться за 550 м на південний захід від острова Руського, від якого відокремлений протокою Старка. Адміністративно належить до Первомайського району Владивостока Приморського краю Росії.

## Географія
Острів неправильною, але компактної форми. Берегова смуга представлена піщаними та гальковими пляжами, які чергуються зі скелястими схилами. Клімат острова схожий до клімату Владивостока. Середня температура січня −12,5 °C, серпня +20,5 °C. Острів є улюбленим місцем відпочинку для жителів міста. На ньому діє декілька туристичних баз та баз відпочинку, кожного літа тут утворюються наметові табори. Найкращий час для відпочинку — липень-кінець вересня. Середня температура морської води в цей час становить +22 °C. Найвища точка острова — гора Попова.
На острові в бухті Алексєва працює Морська експериментальна станція Тихоокеанського океанологічного інституту імені В.І. Іллічова Далекосхідного відділення Російської Академії Наук. Відкритий музей Далекосхідного морського заповідника та музей «Природа моря та її охорона». Між островом та Владивостоком існує регулярна поромна переправа, курсують пасажирські теплоходи. Мис Лікандера та прилегла до нього територія належить до Далекосхідного морського заповідника.

## Історія
Існує легенда, що у 1880-их роках бухта Алексєва була базою для піратів, а під час війни сам острів був «жіночою зоною».

## Топоніміка
- Бухти — Алексєва (названа на честь завідувача Петропавловським морським училищем, учасника Петропавловської оборони 1854 року Х. І. Алексеєва), Західна, Погранична
- Миси — Андреєва (названий на честь керівника Окремого знімання Східного океану 1888–1893 років К. П. Андреєва), Дарагана, Лікандера (названий на честь учасника гідрографічних знімань 1883–1887 років В. В. Лікандера), Марковського (названий на честь гідрографа А. П. Марковського), Низький, Прохідний, Птичий
- Селища — Алексеєва (Бухта Алексеєва), Попова, Старк